# Климовское (Усть-Кубинский район)
Климовское — упразднённая в 2000 году деревня Усть-Кубинском районе Вологодской области России. Ныне часть села Бережное, административного центра Троицкого сельского поселения и Троицкого сельсовета.

## География
Расположено у реки Уфтюге. Ближайшие населённые пункты — Крылово, Погост Трифон, Куркинская, Овригино .

## История
В 2000 году объединены деревни Бережное и Климовская Троицкого сельсовета с присвоение объединённому населенному пункту названия село Бережное.